# 拿騷公國

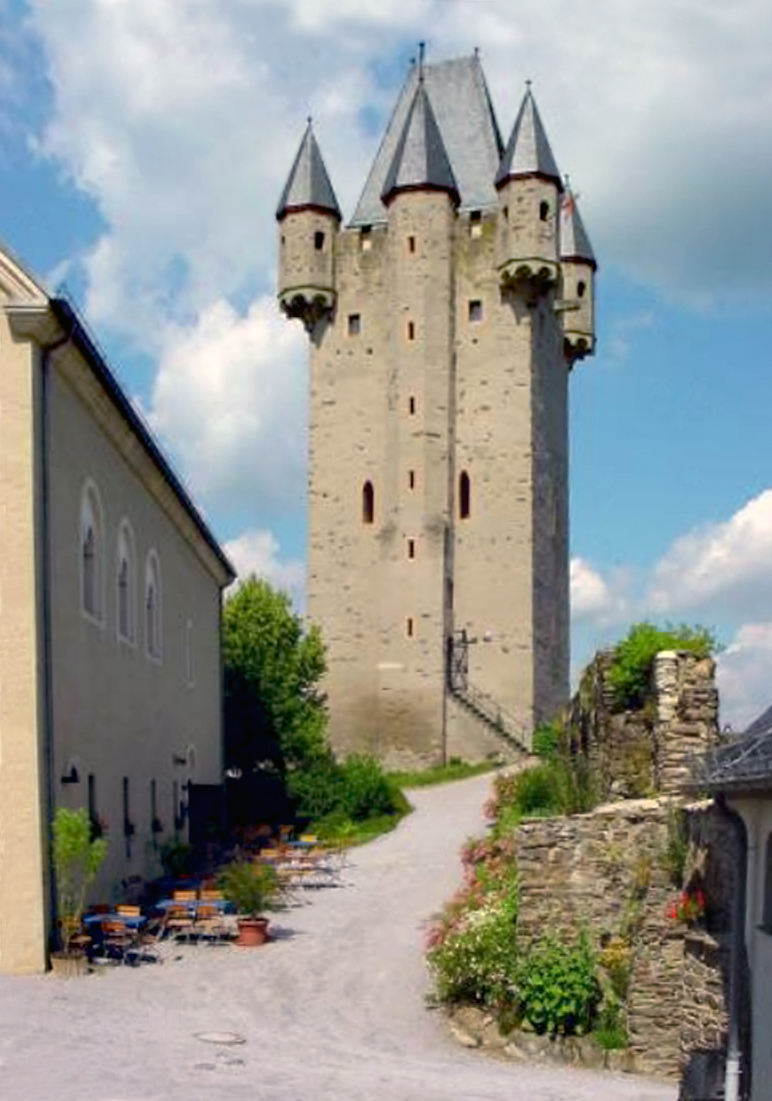
拿骚城堡

拿骚（Nassau）在歷史上是神聖羅馬帝國中的一個日耳曼邦國，興起於今日莱茵兰-普法尔茨地區的蘭河下游。拿骚城堡建於1125年，1160年後該伯國即以之為名。1255年拿骚第一次被分割，因此接下來幾個世紀中出現了好幾個稱為拿骚的邦國，其中一個是「拿骚—迪倫堡」，統治荷蘭的奧蘭治-拿騷王朝即由此衍出。拿骚公国首都先后为威爾堡和威斯巴登。
由於拿騷王朝大部份的旁支絕嗣，其在1806年再次成為一統一的公國。1866年為普魯士王國兼併，並併入黑森-拿骚省中。